# Australasia

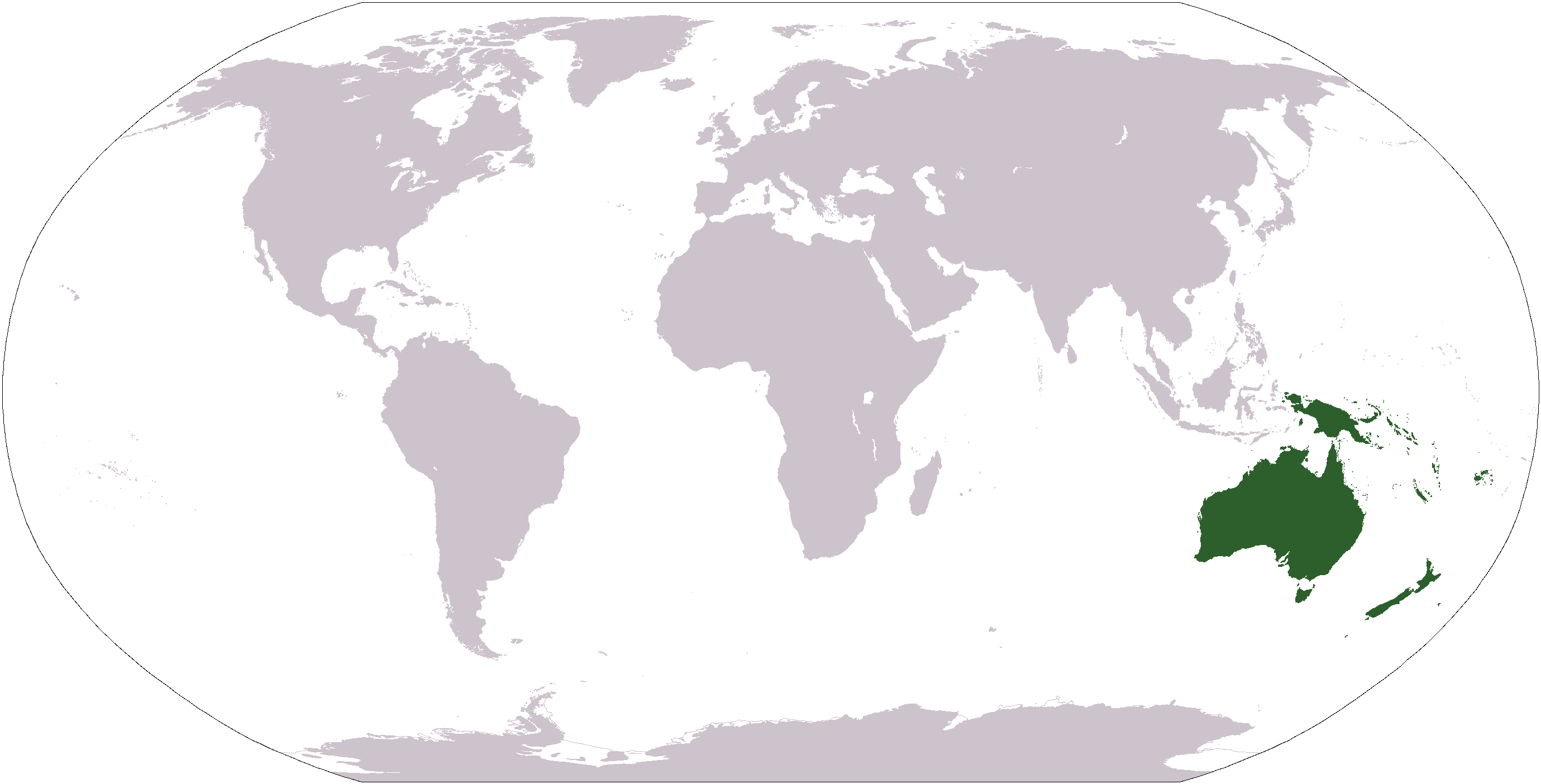
Harta Australasiei

Australasia este un termen folosit pentru a descrie o regiune din Oceania cuprinzând Australia, Noua Zeelandă, insula Noua Guinee și insulele vecine din Oceanul Pacific. Termenul a fost folosit pentru prima dată de către Charles de Brosses în Histoire des navigations aux terres australes (1756)